# Општина Подени (Мехединци)
Подени (рум. Podeni) општина је у Румунији у округу Мехединци.
Oпштина се налази на надморској висини од 673 m.